# Confédération savoisienne

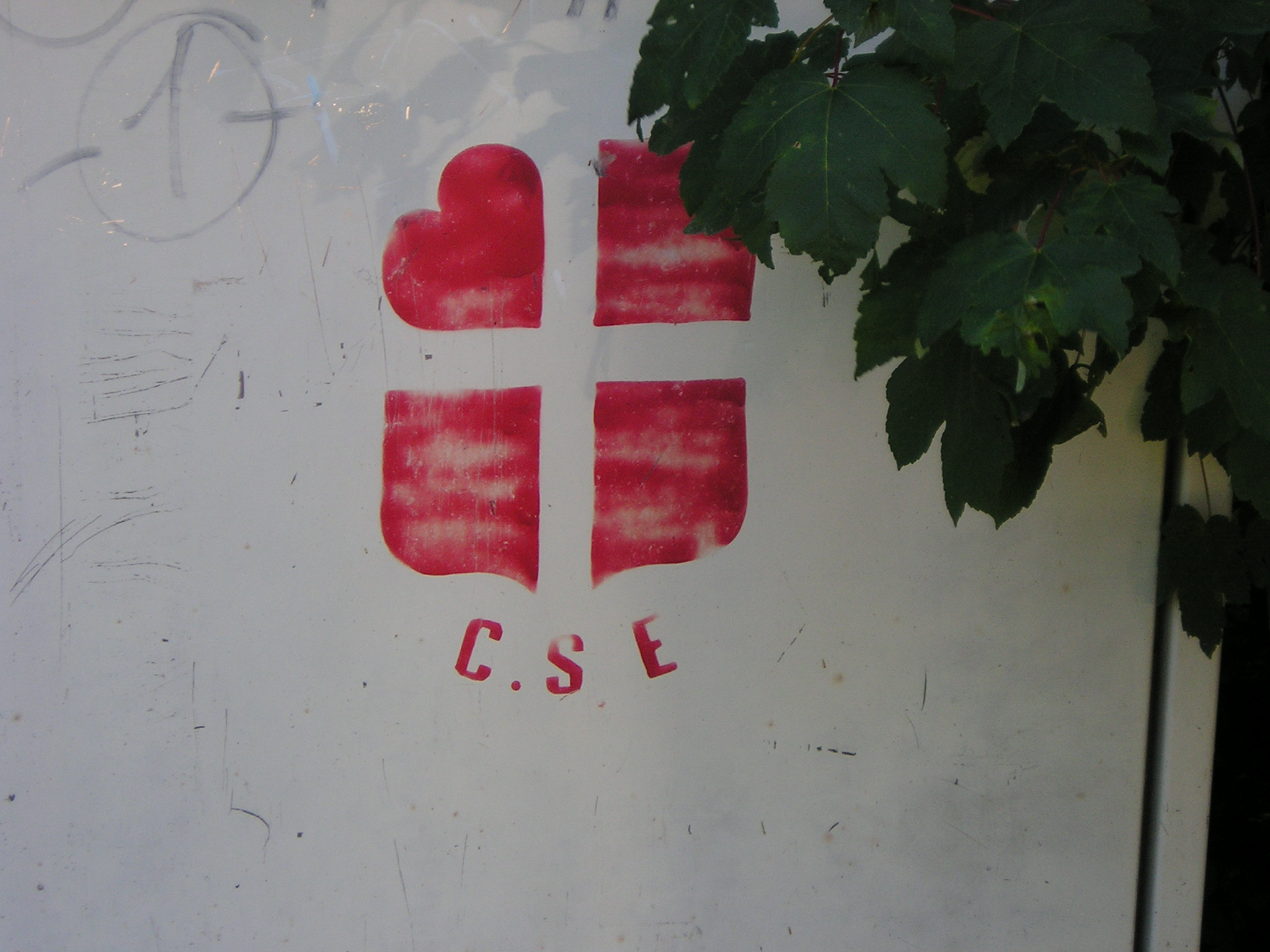
Logo du mouvement sur un transformateur, commune de Doussard.

La Confédération savoisienne (CSE), à l'origine appelée Confédération savoisienne de Défense des Intérêts de la Savoie et des Savoisiens, est un mouvement indépendantiste (« désannexionniste ») savoisien dont les membres ont quitté ou ont été exclus de la Ligue savoisienne en 2001. Son but est la défense des habitants de la Savoie et des Savoisiens.

## Histoire
Le mouvement tient un discours plus radical par rapport à celui de la Ligue savoisienne, notamment l'un de ses membres qui, lors des Journées de Corte, en 2004, s'est exprimé : « La France ne négocie que les genoux à terre, le couteau dans le dos et le pistolet sur la tempe. ».
Les membres de la Confédération assignent, le 12 novembre 2008, trois enseignants chercheurs, Xavier Crettiez, Isabelle Sommier et leur éditeur (Michalon) sous prétexte de deux lignes écrites dans l'ouvrage la France rebelle (2002) où le mouvement est qualifié de « partisan du recours à la violence », à la suite de propos extrêmes tenus par un militant du mouvement lors des journées de Corte, en 2004. Si dans un premier temps, la plainte aboutit à une condamnation à 20 000 euros d'amendes, les magistrats jugeant une analyse manquant de « prudence » et de « mesure », l'année suivante, la Cour d'appel de Chambéry conclut à une relaxe pour cause de prescription au moment des faits. Les chercheurs avaient lancé un appel à soutien intitulé « La judiciarisation de la recherche : quand la justice donne des leçons de méthodologie en sciences sociales », réunissant quelques milliers de signatures.

### Filmographie
- Chassons l'occupant !, épisode de Strip-tease réalisé par Brice Perrier, durée : 55 min. (diffusé en juillet-août 2007)